# Marlies Müller
Marlies Müller (eigentlich Marie-Louise Müller, geschiedene Naumann; * 9. Juni 1927 in Köln) ist eine ehemalige deutsche Speerwerferin.

## Karriere
Müller, die für die TuS Rot-Weiß Koblenz startete, wurde bei den Olympischen Spielen 1952 in Helsinki Sechste mit einer 44,37 m. In den Jahren 1950, 1951 und 1953 wurde sie Deutsche Meisterin.
Ihre persönliche Bestleistung von 47,69 m stellte sie am 19. Juli 1953 in Pfungstadt auf.

## Persönliches
Müller heiratete den Hochspringer Bernd Naumann, ließ sich von ihm jedoch wieder scheiden und nahm wieder ihren Mädchennamen an. Ihr Bruder Hermann-Josef Müller war Sprinter, Weit- sowie Stabhochspringer.